# Josip Šimunić
Josip Šimunić (nascut el 18 de febrer del 1978) és un futbolista croat que actualment juga de defensa central pel TSG Hoffenheim i la selecció de futbol de Croàcia.

## Carrera

### Carrera en clubs
Šimunić va nàixer en Canberra, Austràlia d'una família d'immigrants croats. Va rebre un entrenament primerenc a l'Institut Australià de l'Esport. El defensa entrà en el primer equip dels Melbourne Knights com adolescent en la temporada 1995–96 i va acabar amb una medalla del campionat i amb el premi de Jugador Jove de l'Any de la NSL en 1996. Šimunić va marcar els seus primers gols al següent període, tres en 14 aparicions, abans d'anar-se a Europa per signar pel Hamburger SV el 1998.
Šimunić va ser transferit al Hertha BSC en 2000 després d'una discussió amb el tècnic de l'Hamburg, Frank Pagelsdorf, i des de llavors se convertí en un membre integral de l'equip comptant amb aparicions ocasionals en la Copa de la UEFA. En la Copa del Món declarà en la SBS television que desitjaria tornar a Austràlia després de concloure la seua carrera a Europa. Al final de la temporada 2008–09, Šimunić va ser designat el millor defensa central de la Bundesliga per la revista Kicker. El Hertha acabà en el quart lloc eixa temporada, amb una defensa que només concedí 41 gols, empatats en el tercer lloc de la lliga amb el VfL Wolfsburg.
Després de nou anys al Hertha, marxà del club el 30 de juny del 2009 per signar amb el TSG Hoffenheim en un contracte que acaba el 30 de juny del 2012.

### Carrera internacional
Šimunić va ser educat en l'Institut Australià de l'Esport (AIS), però ell va decidir de no jugar per Austràlia, per jugar en lloc el futbol internacional pel país dels seus pares, per patrimoni i ciutadania dual croata l'octubre del 2001, fent el seu debut internacional en un partit amistós contra la Corea del Sud el 10 de novembre del 2001.

### Gols internacionals
| Gol | Data                   | Venue                      | Oponent  | Marcador | Resultat | Competició                |
| --- | ---------------------- | -------------------------- | -------- | -------- | -------- | ------------------------- |
| 1   | 6 de setembre del 2003 | Comunal, Aixovall          | Andorra  | 2 – 0    | 3 – 0    | Classificació Euro 2004   |
| 2   | 18 d'agost del 2004    | Stadion Varteksa, Varaždin | Israel   | 1 – 0    | 1 – 0    | Amistós                   |
| 3   | 26 de març del 2005    | Maksimir, Zagreb           | Islàndia | 2 – 0    | 4 – 0    | World Cup 2006 Qualifying |